# Alaksandr Radźkou
Alaksandr Radźkou (biał. Аляксандр Міхайлёнак Радзькоў, ros. Александр Михайлович Радьков; ur. 1951 w Wotni w rejonie bychowskim) – białoruski pedagog, działacz społeczny i państwowy, minister oświaty Republiki Białorusi.
W 1973 ukończył studia w Mohylewskim Państwowym Instytucie Pedagogicznym, po czym podjął pracę na uczelni jako asystent w katedrze. Później pełnił m.in. urząd prorektora. W 1997 został mianowany pierwszym prorektorem Mohylewskiego Uniwersytetu Państwowego im. Arkadzia Kuliaszowa, a w 2001 jego rektorem.
6 sierpnia 2003 prezydent Łukaszenka mianował go ministrem edukacji Republiki Białorusi.
W kwietniu 2006 zakazano mu wjazdu na teren państw Unii Europejskiej i USA za udział w fałszowaniu wyborów prezydenckich z marca 2006.
2 lutego 2011 roku znalazł się na liście pracowników organów administracji Białorusi, którzy za udział w domniemanych fałszerstwach i łamaniu praw człowieka w czasie wyborów prezydenckich w 2010 roku otrzymali zakaz wjazdu na terytorium Unii Europejskiej.